# Menzel (Familienname)
Menzel ist ein deutscher Familienname.

## Namensträger

### A
- Adolf Menzel (1857–1938), österreichischer Rechts- und Staatswissenschaftler
- Adolph von Menzel (1815–1905), deutscher Maler
- Albert Menzel († 1632), deutscher Arzt und Medizinprofessor in Ingolstadt
- Albrecht Menzel (* 1992), deutscher Violinist
- Alfred Menzel (Gartenarchitekt) (1866–1924), deutscher Gartenarchitekt und Gartenbaudirektor
- Alfred Menzel (1883–1959), deutscher Autor
- Anke Menzel-Begemann (* 1972), deutsche Rehabilitationswissenschaftlerin und Hochschullehrerin
- Annette Menzel (* 1966), deutsche Ökoklimatologin und Hochschullehrerin
- Artur Menzel (1881–1937), deutscher Schauspieler
- August Menzel (1810–1878), deutsch-schweizerischer Zoologe und Bienenzüchter

### B
- Beda Menzel (1904–1994), deutscher Kirchenhistoriker
- Birgit Menzel (* 1953), deutsche Slawistin
- Bithja Menzel (* 1993), deutsche Politikerin (Bündnis 90/Die Grünen)
- Brigitte Menzel (1930–1998), deutsche Ethnologin
- Bruno Menzel (1932–1996), deutscher Politiker (FDP)

### C
- Carl Menzel (Bergbeamter) (1834–1916), deutscher Bergbeamter
- Carl Menzel (Unternehmer) (1844–1923), deutscher Unternehmer und Glashersteller
- Carl August Menzel (1794–1853), deutscher Architekt
- Christel Menzel-Schrebkowski, deutsche Sängerin
- Christian Menzel (Politiker) (* 1943), österreichischer Politiker (ÖVP)
- Christian Menzel (* 1971), deutscher Rennfahrer

### D
- Diedrik Menzel (* 1949), deutscher Pflanzenphysiologe, Zellbiologe und Hochschullehrer
- Dietrich Menzel (* 1935), deutscher Physiker und Hochschullehrer
- Donald Menzel (1901–1976), US-amerikanischer Astronom

### E
- Eberhard Menzel (Rechtswissenschaftler) (1911–1979), deutscher Rechtswissenschaftler (Völkerrecht)
- Eberhard Menzel (Kunsthistoriker) (1926–2023), deutscher Kunsthistoriker
- Eberhard Menzel (Politiker) (* 1944), deutscher Politiker (SPD)
- Eduard Meier-Menzel (1887–1958), deutscher Bassist, Musikpädagoge und Komponist
- Elisabeth Menzel (1908–1979), deutsche Politikerin (SED)
- Emil W. Menzel (Emil Wolfgang Menzel jr.; 1929–2012), US-amerikanischer Primatenforscher und Psychologe indischer Herkunft
- Erich Menzel (1909–1959), deutscher Regisseur, Drehbuchautor und Produzent
- Ernst Menzel (1919–2013), deutscher Maler

### F
- Felix Menzel (Cricketspieler) (1890/1891–??), deutscher Cricketspieler
- Felix Menzel (Publizist) (* 1985), deutscher Publizist
- Felix Menzel (Ringer) (* 1987), deutscher Ringer
- Florian Menzel (* 1988), deutscher Jazzmusiker
- Friedrich Menzel (1904–1977), deutscher Politiker (KPD/SED) und Gewerkschafter
- Friedrich Wilhelm Menzel (1724–1796), sächsischer Beamter und Verräter von Staatsgeheimnissen
- Fritz Menzel (1867–1935), deutscher Förster und Ornithologe

### G
- Gerhard Menzel (Schriftsteller) (1894–1966), deutscher Schriftsteller und Drehbuchautor
- Gerhard Menzel (Unternehmer) (1911–1997), deutscher Unternehmer
- Gerhard W. Menzel (1922–1980), deutscher Schriftsteller
- Gönül Sen-Menzel (1949–2014), türkische bildende Künstlerin
- Gottfried Menzel (1798–1879), deutscher Priester und Naturforscher
- Gottlieb Donatus Menzel (1770–1838), deutscher Verwaltungsjurist, Oberbürgermeister von Breslau
- Gustav Menzel (Politiker) (1867–1930), deutscher Politiker (SPD, KPD)
- Gustav Menzel (Theologe) (1908–1999), deutscher Theologe und Missionar

### H
- Hannelore Menzel, deutsche Handballtorhüterin und Leichtathletin
- Hans Menzel (Geologe) (1875–1914), deutscher Geologe und Paläontologe
- Hans Menzel (Verwaltungsjurist) (1887–1958), deutscher Verwaltungsjurist
- Hans Menzel (Maler) (1903–1990), österreichischer Maler
- Hans Menzel (Fußballspieler), deutscher Fußballspieler
- Hans Jochen Menzel (* 1956), deutscher Puppenspieler, Autor, Regisseur und Dozent
- Harald Menzel (* 1948), deutscher Autorennfahrer
- Heinrich Menzel (1895–1950), deutscher Chemiker
- Heinz Menzel (1926–2000), deutscher Gewerkschafter und Politiker (SPD)
- Helga Menzel-Tettenborn, deutsche Autorin
- Helgrit Fischer-Menzel (* 1948), deutsche Politikerin (SPD), MdHB, Senatorin für Arbeit, Gesundheit und Soziales
- Helmut Menzel (* 1935), deutscher Fußballspieler
- Henrik Menzel, deutscher Musikproduzent
- Hermann Menzel (Offizier) (1890–?), deutscher Marineoffizier
- Hermann Menzel (Bildhauer) (1899–1985), deutscher Bildhauer und Kunstpädagoge
- Herybert Menzel (1906–1945), deutscher Schriftsteller
- Hildegund Menzel-Rogner (1910–1945), deutsche Philosophin
- Horst Menzel (1912–1938), deutscher „Interbrigadist“
- Horst Menzel (Musikpädagoge) (1933–2014), deutscher Musikpädagoge, Musikwissenschaftler und Komponist
- Hubert Menzel, deutscher Generalstabsoffizier

### I
- Idina Menzel (* 1971), US-Schmittamerikanische Sängerin und Schauspielerin
- Ignaz Menzel (1670–1730), schlesischer Orgel- und Klavierbauer
- Ina Menzel (* 1978), deutsche Biathletin
- Isolde Schmitt-Menzel (1930–2022), deutsche Autorin und Künstlerin

### J
- Jiří Menzel (1938–2020), tschechischer Filmregisseur
- Johann Daniel von Menzel (1698–1744), ungarischer Reitergeneral, sächsischer Herkunft
- Johannes Menzel (* 1997), deutscher Basketballspieler
- Jörg Menzel (1965–2016), deutscher Rechtswissenschaftler und Hochschullehrer
- Josef Menzel (1901–1975), tschechoslowakischer Schriftsteller
- Josef Joachim Menzel (1933–2020), deutscher Historiker, Dozent und Autor
- Jürgen Menzel (1940–2021), deutscher Neurochirurg und Hochschullehrer

### K
- Karl Menzel (1835–1897), deutscher Historiker und Hochschullehrer
- Karl Adolf Menzel (1784–1855), deutscher Historiker
- Käthe Menzel-Jordan (* 1916), deutsche Architektin und Denkmalpflegerin
- Klaus-Jürgen Menzel (* 1940), deutscher Politiker (DRP, REP, NPD)

### L
- Leander Menzel (* 2008), deutscher Filmschauspieler
- Leonie Menzel (* 1999), deutsche Ruderin
- Lucas Menzel (* 1962), Geograf und Hochschullehrer
- Ludwig Menzel (1821–1900), deutscher Apotheker und Schauspieler

### M
- Magdalena Knapp-Menzel (* 1964), österreichische Schauspielerin und Schriftstellerin
- Maike Menzel (* 1989), deutsche Köchin
- Manfred Menzel (* 1935), deutscher Fußballspieler
- Manfred Stopfkuchen-Menzel (* 1940), deutscher Jurist und Richter
- Manuel Menzel (* 1987), deutscher Fußballspieler
- Martin Menzel (Historiker) (1932–2017), deutscher Historiker
- Martin Menzel (Filmeditor) (* 1979), deutscher Filmeditor
- Max Menzel (Manager) (1858–nach 1903), deutscher Manager, Generaldirektor der Hannoverschen Holzbearbeitungs- und Waggonfabrik AG
- Max Menzel (Werkzeugmacher) (1903–1996), deutscher Werkzeugmacher, Kommunist und politischer Gefangener
- Michael Menzel (Historiker) (* 1956), deutscher Historiker und Hochschullehrer
- Michael Menzel (Autor) (* 1964), deutscher Autor, Politiker, Rechtsanwalt und stellvertretendes Mitglied beim Thüringer Verfassungsgerichtshof
- Michael Menzel (Handballspieler) (* 1968), deutscher Handballspieler
- Michael Menzel (Schauspieler) (* 1973), österreichischer Schauspieler
- Michael Menzel (Illustrator) (* 1975), deutscher Illustrator

### N
- Nico Menzel (Leichtathlet) (* 1996), deutscher Leichtathlet
- Nico Menzel (Rennfahrer) (* 1997), deutscher Automobilrennfahrer

### O
- Oskar Menzel (General) (1853–1937), deutscher Generalmajor und Kommandant des Truppenübungsplatzes Grafenwöhr
- Oskar Menzel (Architekt) (1873–1958), deutscher Architekt
- Otto Krigar-Menzel (1861–1929), deutscher Physiker
- Ottokar Menzel (1912–1945), deutscher Historiker

### P
- Paul Menzel (1864–1927), deutscher Paläobotaniker
- Peter Menzel (Sänger) (* 1943), deutscher Sänger (Tenor)
- Peter Menzel (Chemiker) (* 1944), deutscher Chemiker, Träger des Manfred-und-Wolfgang-Flad-Preises
- Peter Menzel (Fußballspieler) (* 1950), österreichischer Fußballspieler
- Philipp Menzel (1546–1613), deutscher Arzt und Botaniker
- Phillip Menzel (* 1998), deutscher Fußballspieler

### R
- Randolf Menzel (* 1940), deutscher Zoologe und Neurobiologe
- Reinhard Menzel (* 1954), deutscher Fußballtorwart
- Robert Menzel (1911–2000), deutscher Politiker (KPD/SED), Widerstandskämpfer und Jugendfunktionär (KJVD/FDJ)
- Roderich Menzel (1907–1987), tschechisch-deutscher Tennisspieler
- Rolf Menzel (Journalist) (* 1924), deutscher Fernsehjournalist
- Rolf Menzel (1955–2023), deutscher Kommunalpolitiker (CDU)
- Rudolf Menzel (1910–1974), deutscher Politiker (SED)
- Rudolphina Menzel (1891–1973), österreichische Kynologin
- Ruth Menzel (1927–2023), deutsche Kunsthistorikerin

### S
- Selina Menzel (* 1998), deutsche Fußballschiedsrichterin
- Susanne Menzel (Sängerin) (* 1974), deutsche Sängerin
- Susanne Menzel-Riedl (* 1976), deutsche Biologiedidaktikerin und Hochschullehrerin

### T
- Theodor Menzel (1878–1939), deutscher Turkologe
- Thomas Menzel (* 1967), deutscher Slawist
- Tony Menzel (* 2005), deutscher Fußballspieler

### U
- Ulrich Menzel (* 1947), deutscher Politikwissenschaftler
- Ulrich Menzel (Politiker) (1939–2014), deutscher Politiker
- Ute Menzel (* 1963), deutsche Theaterschauspielerin
- Uwe Menzel (* 1974), deutscher Sänger und Musiker

### V
- Viktor Menzel (1865–1938), deutscher Schriftsteller

### W
- Walter Menzel (1901–1963), deutscher Politiker (SPD)
- Wilhelm Menzel (1898–1980), deutscher Volkskundler und Philologe
- Wolfgang Menzel (Literaturhistoriker) (1798–1873), deutscher Literaturhistoriker, Literaturkritiker und Schriftsteller
- Wolfgang Menzel (Jurist) (1926–2005), deutscher Jurist
- Wolfgang Menzel (Pädagoge) (1935–2023), deutscher Germanist und Pädagoge
- Wolfram Menzel (1933–2022), Informatiker und Mathematiker